# 10069 Fontenelle
10069 Fontenelle هو كويكب، يقع ضمن حزام الكويكبات. اكتشف في 4 فبراير 1989. وقد اكتشفه إيريك والتر إلست.

## روابط خارجية
- 10069 Fontenelle في قاعدة بيانات مختبر الدفع النفاث لأجرام النظام الشمسي الصغيرة

- الاكتشاف · مخطط المدار ·  العناصر المدارية · المعلمات المادية

- 10069 Fontenelle على موقع ويكي سكاي: DSS2, SDSS, GALEX, IRAS, Hydrogen α, X-Ray, Astrophoto, Sky Map, Articles and images